# Gnaeus Domitius Calvinus (consul in 332 v. Chr.)
Gn. Domitius Calvinus leefde in de periode van de Samnitische oorlogen en werd in 332 v.Chr., tijdens het interregnum van M. Valerius Corvus, samen met  A. Cornelius Cossus Arvina aangesteld als consul. Het ambtstermijn van Calvinus werd overschaduwd door de geruchten van een op handen zijnde Gallische invasie. De Senaat, bevreesd door de berichten uit het noorden van Italië, besloot dat de aanstelling van een nieuwe dictator en magister equitum de beste oplossing zou zijn om deze nieuwe dreiging het hoofd te bieden. De kandidaten voor deze twee ambten zouden respectievelijk M. Papirius Crassus en  P. Valerius Publicola moeten worden. Gelukkig voor Rome en voor Calvinus bleek al snel dat de geruchten over een Gallische invasie ongegrond waren geweest. De rust in de noordelijke gebieden van Italië was alweer wedergekeerd en Calvinus kon zijn ambtstermijn als consul gewoon afmaken.